# Merbes-le-Château
Merbes-le-Châteaulà một đô thị ở tỉnh Hainaut. Tại thời điểm ngày 1 tháng 1 năm, 2006 Merbes-le-Château có dân số 4.093 người. Tổng diện tích là 30,24 km² với mật độ dân số là 135 người trên mỗi km².